# Powiat de Pajęczno
Pour les articles homonymes, voir Pajęczno (homonymie).
Le powiat de Pajęczno (en polonais : Powiat pajęczański) est un powiat  (district - une division administrative territoriale) de la voïvodie de Łódź, dans le centre-sud de la Pologne. 
Il est né le 1er janvier 1999, à la suite des réformes polonaises de gouvernement local passées en 1998 et créée en 2002.
Le siège administratif (chef-lieu) du powiat est la ville de Pajęczno, qui se situe à environ 78 kilomètres au sud-ouest de Łódź (capitale de la voïvodie). Il y a une autre ville dans ce powiat: Działoszyn qui se situe à environ 10 kilomètres à l'ouest de Pajęczno.
Le district couvre une superficie de 804,14 kilomètres carrés. En 2006, sa population est de 53 395 habitants, avec une population pour la ville de Pajęczno de 6 674 habitants,  pour la ville de Działoszyn de 6 276 habitants et une population rurale de 40 445 habitants.

## Division administrative
Le district est subdivisé en 8 gminy (communes) (2 urbaine-rurales et 6 rurales) :
- 2 communes urbaines-rurales : Działoszyn et Pajęczno.
- 6 communes rurales : Kiełczygłów, Nowa Brzeźnica, Rząśnia, Siemkowice, Strzelce Wielkie et Sulmierzyce.

| Gmina                  | Type         | Superficie (km²) | Population (2006) | Chef-lieu        |
| Gmina Działoszyn       | urbain-rural | 120,6            | 12 908            | Działoszyn       |
| Gmina Pajęczno         | urbain-rural | 113,4            | 11 655            | Pajęczno         |
| Gmina Nowa Brzeźnica   | rural        | 136,0            | 5 031             | Nowa Brzeźnica   |
| Gmina Siemkowice       | rural        | 97,4             | 5 016             | Siemkowice       |
| Gmina Strzelce Wielkie | rural        | 77,7             | 4 883             | Strzelce Wielkie |
| Gmina Rząśnia          | rural        | 86,4             | 4 802             | Rząśnia          |
| Gmina Sulmierzyce      | rural        | 82,7             | 4 757             | Sulmierzyce      |
| Gmina Kiełczygłów      | rural        | 90,0             | 4 343             | Kiełczygłów      |

## Démographie
Données du 30 juin 2009
| Description | Total   | Total | Femmes | Femmes | Hommes | Hommes |
| ----------- | ------- | ----- | ------ | ------ | ------ | ------ |
| Unité       | Nombre  | %     | Nombre | %      | Nombre | %      |
| Population  | '53 140 | 100   | 26 712 | 50,27  | 26 428 | 49,73  |
| Urbain      | 12 897  | 24,27 | 6 522  | 12,27  | 6 375  | 12,00  |
| Rural       | 40 243  | 75,73 | 20 190 | 37,99  | 20 053 | 37,74  |

## Histoire
De 1975 à 1998, les différentes gminy du powiat actuel appartenaient administrativement aux voïvodies de Piotrków, de Częstochowa et de Sieradz.